# Astragalus puligumrensis
Astragalus puligumrensis är en ärtväxtart som beskrevs av Karl Heinz Rechinger. Astragalus puligumrensis ingår i släktet vedlar, och familjen ärtväxter. Inga underarter finns listade i Catalogue of Life.